# ایکس-ان-اوته
ایکس-ان-اوته (به فرانسوی: Aix-en-Othe) یک کامین در فرانسه است که در Canton of Aix-en-Othe واقع شده‌است.

## خصوصیات
ایکس-ان-اوته ۳۴٫۷۶ کیلومترمربع مساحت و ۲٬۴۳۴ نفر جمعیت دارد و ۱۳۲ متر بالاتر از سطح دریا واقع شده‌است.